# 朗厄代克
朗厄代克（Langedijk）是荷蘭的一個市鎮和城市，位於西弗里斯蘭地區，在行政區劃上屬於北荷蘭省。朗厄代克在1415年獲得城市地位。

## 外部連結
- 维基共享资源上的相關多媒體資源：朗厄代克
- Official website （页面存档备份，存于）